# Serie A 1987-1988 (calcio femminile)
L'edizione 1987-1988 è stata la ventunesima edizione del campionato italiano di Serie A femminile di calcio.
La Lazio ha conquistato lo scudetto per la quarta volta nella sua storia, la seconda consecutiva. Il titolo di capocannoniere della Serie A è andato a Carolina Morace, calciatrice della Lazio, autrice di 40 gol. Sono retrocessi in Serie B il Pordenone, il Milan Jolly e il Foggia.

## Stagione

### Novità
Al termine della stagione 1986-1987 il Firenze, la Juventus e la Roma sono stati retrocessi in Serie B. Al loro posto sono stati promossi il Milan, il Carrara e la Nuova Gioventù Sommese, vincitori dei tre gironi della Serie B 1986-1987. A seguito della rinuncia della Nuova Gioventù Sommese, è stato ripescato il Foggia.

### Formato
Le 16 squadre partecipanti si affrontano in un girone all'italiana con partite di andata e ritorno per un totale di 30 giornate. Le ultime tre classificate retrocedono in Serie B.

## Squadre partecipanti
| Club                     | Città                      | Stagione precedente   |
| ------------------------ | -------------------------- | --------------------- |
| Ascoli Micromax          | Ascoli Piceno              | 13º posto in Serie A  |
| Carrara                  | Carrara                    | 1º posto in Serie B/B |
| Foggia Vini Puglia D.O.C | Foggia                     | 4º posto in Serie B/C |
| Giugliano G.B. Casa      | Giugliano in Campania (NA) | 10º posto in Serie A  |
| Juve Siderno             | Siderno (RC)               | 6º posto in Serie A   |
| Lazio CF                 | Roma                       | 1º posto in Serie A   |
| MamaNoel Fiammamonza     | Monza (MI)                 | 3º posto in Serie A   |
| Milan Jolly Sport        | Trezzano sul Naviglio (MI) | 1º posto in Serie B/A |
| Milan 82                 | Milano                     | 9º posto in Serie A   |
| Modena Euromobil         | Modena                     | 5º posto in Serie A   |
| ACF Napoli               | Napoli                     | 4º posto in Serie A   |
| Pordenone Friulvini      | Pordenone                  | 11º posto in Serie A  |
| Prato                    | Prato (FI)                 | 12º posto in Serie A  |
| Reggiana R. Zambelli     | Reggio Emilia              | 8º posto in Serie A   |
| Torino S.I.E.M. Venaria  | Venaria Reale (TO)         | 7º posto in Serie A   |
| Trani 80 BKV             | Trani (BA)                 | 2º posto in Serie A   |

## Classifica finale
|  | Pos. | Squadra                  | Pt | G  | V  | N  | P  | GF | GS  | DR   |
|  | ---- | ------------------------ | -- | -- | -- | -- | -- | -- | --- | ---- |
|  | 1.   | Lazio CF                 | 57 | 30 | 27 | 3  | 0  | 90 | 14  | +76  |
|  | 2.   | Trani 80 BKV             | 45 | 30 | 20 | 5  | 5  | 80 | 27  | +53  |
|  | 3.   | Giugliano G.B. Casa      | 40 | 30 | 18 | 4  | 8  | 59 | 28  | +31  |
|  | 4.   | ACF Napoli               | 39 | 30 | 13 | 13 | 4  | 43 | 28  | +15  |
|  | 5.   | Juve Siderno             | 38 | 30 | 14 | 10 | 6  | 38 | 19  | +19  |
|  | 6.   | Torino S.I.E.M.          | 37 | 30 | 16 | 5  | 9  | 67 | 53  | +14  |
|  | 7.   | Modena Euromobil         | 34 | 30 | 13 | 8  | 9  | 38 | 27  | +11  |
|  | 8.   | Reggiana R. Zambelli     | 33 | 30 | 11 | 11 | 8  | 36 | 32  | +4   |
|  | 9.   | Milan 82                 | 33 | 30 | 11 | 11 | 8  | 28 | 31  | -3   |
|  | 10.  | Prato                    | 29 | 30 | 11 | 7  | 12 | 36 | 31  | +5   |
|  | 11.  | MamaNoel Fiammamonza     | 26 | 30 | 9  | 8  | 13 | 32 | 33  | -1   |
|  | 12.  | Carrara                  | 21 | 30 | 6  | 9  | 15 | 17 | 44  | -27  |
|  | 13.  | Ascoli Micromax          | 20 | 30 | 5  | 10 | 15 | 19 | 31  | -12  |
|  | 14.  | Pordenone Friulvini      | 16 | 30 | 4  | 8  | 18 | 27 | 46  | -19  |
|  | 15.  | Milan Jolly Sport        | 7  | 30 | 2  | 3  | 25 | 8  | 74  | -66  |
|  | 16.  | Foggia Vini Puglia D.O.C | 4  | 30 | 1  | 3  | 26 | 10 | 110 | -100 |

Legenda:
      Campione d'Italia
      Retrocesse in Serie B 1988-1989
Note:
Due punti a vittoria, uno a pareggio, zero a sconfitta.

## Risultati

### Calendario
| andata      | 1ª giornata           | ritorno     |
| 17 ott 1987 |                       | 13 feb 1988 |
| 0-2         | Fiammamonza-Giugliano | 1-2         |
| 1-2         | Milan Jolly-Ascoli    | 0-0         |
| 1-0         | Napoli-Carrara        | 2-1         |
| 1-2         | Pordenone-Trani 80    | 1-3         |
| 0-1         | Prato-Modena          | 1-0         |
| 2-1         | Reggiana-Foggia       | 2-1         |
| 2-1         | Juve Siderno-Milan 82 | 0-0         |
| 1-4         | Torino-Lazio          | 1-4         |

| andata     | 4ª giornata             | ritorno    |
| 7 nov 1987 |                         | 5 mar 1988 |
| 1-3        | Ascoli-Torino           | 0-2        |
| 2-1        | Fiammamonza-Milan Jolly | 4-0        |
| 2-2        | Foggia-Pordenone        | 0-6        |
| 0-0        | Giugliano-Reggiana      | 1-2        |
| 2-0        | Lazio-Modena            | 5-2        |
| 1-1        | Milan 82-Napoli         | 0-0        |
| 0-0        | Prato-Juve Siderno      | 0-2        |
| 3-0        | Trani 80-Carrara        | 10-0       |

| andata     | 7ª giornata           | ritorno     |
| 5 dic 1987 |                       | 26 mar 1988 |
| 0-2        | Carrara-Prato         | 1-0         |
| 1-3        | Foggia-Milan 82       | 0-3         |
| 1-0        | Giugliano-Ascoli      | 1-1         |
| 1-1        | Lazio-Trani 80        | 3-0         |
| 0-5        | Milan Jolly-Torino    | 0-1         |
| 0-0        | Modena-Fiammamonza    | 1-0         |
| 0-3        | Pordenone-Napoli      | 2-4         |
| 0-2        | Reggiana-Juve Siderno | 0-0         |

| andata     | 10ª giornata         | ritorno     |
| 2 gen 1988 |                      | 23 apr 1987 |
| 0-1        | Ascoli-Foggia        | 5-0         |
| 2-1        | Carrara-Milan Jolly  | 0-0         |
| 1-2        | Giugliano-Lazio      | 0-3         |
| 0-2        | Milan 82-Fiammamonza | 1-1         |
| 0-0        | Napoli-Reggiana      | 2-2         |
| 2-1        | Prato-Pordenone      | 1-0         |
| 0-0        | Juve Siderno-Modena  | 0-0         |
| 7-0        | Trani 80-Torino      | 4-3         |

| andata      | 13ª giornata          | ritorno     |
| 23 gen 1988 |                       | 21 mag 1988 |
| 1-4         | Ascoli-Prato          | 0-0         |
| 1-1         | Fiammamonza-Torino    | 2-3         |
| 1-1         | Foggia-Carrara        | 0-5         |
| 0-1         | Giugliano-Napoli      | 3-0         |
| 4-0         | Lazio-Milan Jolly     | 8-0         |
| 1-0         | Milan 82-Reggiana     | 2-1         |
| 0-0         | Modena-Pordenone      | 0-0         |
| 3-1         | Trani 80-Juve Siderno | 2-4         |

| andata      | 2ª giornata            | ritorno     |
| 24 ott 1987 |                        | 20 feb 1988 |
| 0-3         | Ascoli-Fiammamonza     | 1-0         |
| 0-0         | Carrara-Pordenone      | 1-0         |
| 1-3         | Foggia-Milan Jolly     | 0-0         |
| 1-0         | Giugliano-Juve Siderno | 0-2         |
| 2-1         | Lazio-Reggiana         | 2-1         |
| 1-4         | Milan 82-Torino        | 2-5         |
| 0-2         | Modena-Napoli          | 1-3         |
| 2-0         | Trani 80-Prato         | 2-0         |

| andata      | 5ª giornata          | ritorno     |
| 21 nov 1987 |                      | 12 mar 1988 |
| 1-2         | Carrara-Giugliano    | 1-2         |
| 2-0         | Lazio-Fiammamonza    | 3-2         |
| 0-1         | Milan Jolly-Trani 80 | 0-1         |
| 6-0         | Modena-Foggia        | 1-0         |
| 1-1         | Napoli-Prato         | 0-0         |
| 0-1         | Pordenone-Milan 82   | 0-1         |
| 2-2         | Reggiana-Ascoli      | 0-0         |
| 3-2         | Torino-Juve Siderno  | 1-3         |

| andata      | 8ª giornata              | ritorno    |
| 12 dic 1987 |                          | 9 apr 1988 |
| 1-2         | Ascoli-Lazio             | 0-1        |
| 4-0         | Fiammamonza-Foggia       | 2-0        |
| 2-0         | Giugliano-Pordenone      | 2-1        |
| 2-0         | Milan 82-Carrara         | 0-0        |
| 1-1         | Napoli-Torino            | 1-4        |
| 1-2         | Prato-Reggiana           | 1-1        |
| 1-0         | Juve Siderno-Milan Jolly | 1-0        |
| 4-2         | Trani 80-Modena          | 0-2        |

| andata     | 11ª giornata           | ritorno    |
| 9 gen 1988 |                        | 7 mag 1988 |
| 0-2        | Fiammamonza-Trani 80   | 1-0        |
| 1-3        | Foggia-Napoli          | 0-7        |
| 3-0        | Lazio-Prato            | 3-0        |
| 0-0        | Milan 82-Ascoli        | 1-0        |
| 0-3        | Modena-Giugliano       | 3-1        |
| 0-0        | Pordenone-Juve Siderno | 1-4        |
| 0-1        | Reggiana-Milan Jolly   | 5-0        |
| 2-2        | Torino-Carrara         | 4-0        |

| andata      | 14ª giornata          | ritorno     |
| 30 gen 1988 |                       | 28 mag 1988 |
| 0-1         | Carrara-Modena        | 0-4         |
| 0-1         | Milan Jolly-Pordenone | 0-6         |
| 1-3         | Napoli-Lazio          | 0-5         |
| 3-2         | Prato-Giugliano       | 0-1         |
| 1-0         | Reggiana-Fiammamonza  | 2-0         |
| 0-0         | Juve Siderno-Ascoli   | 1-0         |
| 2-0         | Torino-Foggia         | 4-0         |
| 3-0         | Trani 80-Milan 82     | 1-1         |

| andata      | 3ª giornata          | ritorno     |
| 31 ott 1987 |                      | 27 feb 1988 |
| 0-0         | Carrara-Ascoli       | 0-1         |
| 1-2         | Milan Jolly-Milan 82 | 0-1         |
| 1-1         | Napoli-Trani 80      | 0-0         |
| 0-2         | Pordenone-Lazio      | 0-2         |
| 2-2         | Prato-Fiammamonza    | 0-1         |
| 1-0         | Reggiana-Modena      | 1-2         |
| 2-0         | Juve Siderno-Foggia  | 2-0         |
| 2-6         | Torino-Giugliano     | 0-2         |

| andata      | 6ª giornata         | ritorno     |
| 28 nov 1987 |                     | 19 mar 1988 |
| 2-0         | Ascoli-Pordenone    | 0-1         |
| 0-1         | Fiammamonza-Carrara | 0-0         |
| 0-6         | Foggia-Lazio        | 1-9         |
| 0-2         | Milan 82-Modena     | 0-0         |
| 4-0         | Prato-Milan Jolly   | 1-0         |
| 0-0         | Juve Siderno-Napoli | 1-1         |
| 2-2         | Torino-Reggiana     | 0-1         |
| 3-1         | Trani 80-Giugliano  | 1-1         |

| andata      | 9ª giornata           | ritorno     |
| 19 dic 1987 |                       | 16 apr 1988 |
| 1-0         | Carrara-Juve Siderno  | 0-1         |
| 0-6         | Foggia-Giugliano      | 0-3         |
| 0-0         | Lazio-Milan 82        | 2-0         |
| 0-1         | Milan Jolly-Napoli    | 0-4         |
| 1-1         | Modena-Ascoli         | 1-0         |
| 0-0         | Pordenone-Fiammamonza | 1-1         |
| 3-2         | Reggiana-Trani 80     | 1-6         |
| 1-3         | Torino-Prato          | 1-0         |

| andata      | 12ª giornata       | ritorno     |
| 16 gen 1988 |                    | 14 mag 1988 |
| 0-2         | Ascoli-Trani 80    | 0-1         |
| 0-0         | Carrara-Reggiana   | 0-0         |
| 2-0         | Giugliano-Milan 82 | 1-1         |
| 0-1         | Milan Jolly-Modena | 0-5         |
| 0-0         | Napoli-Fiammamonza | 1-0         |
| 1-3         | Pordenone-Torino   | 1-5         |
| 4-0         | Prato-Foggia       | 4-0         |
| 0-0         | Juve Siderno-Lazio | 1-2         |

| andata     | 15ª giornata             | ritorno    |
| 6 feb 1988 |                          | 4 giu 1988 |
| 1-1        | Ascoli-Napoli            | 0-1        |
| 2-1        | Fiammamonza-Juve Siderno | 1-5        |
| 0-5        | Foggia-Trani 80          | 0-8        |
| 4-0        | Giugliano-Milan Jolly    | 6-0        |
| 1-0        | Lazio-Carrara            | 4-0        |
| 2-1        | Milan 82-Prato           | 1-1        |
| 0-1        | Modena-Torino            | 2-2        |
| 0-0        | Pordenone-Reggiana       | 1-3        |

## Verdetti finali
- La Lazio è Campione d'Italia 1987-1988.
- Pordenone Friulvini, Milan Jolly Sport e Foggia Vini Puglia D.O.C. retrocedono in Serie B.